# Prise de Guadalajara (1810)
Guerre d'indépendance du Mexique
La Prise de Guadalajara est une action militaire de la guerre d'indépendance du Mexique qui eut lieu du 10 novembre au 26 novembre 1810 à Guadalajara, État de Jalisco. Les insurgés commandés par le Général José Antonio Torres (es) y vainquirent les forces royalistes du colonel Manuel del Rio.

## Contexte
Quand le 10 novembre « El Amo Torres » avança avec toutes ses troupes sur la capitale de l'actuel État de Jalisco, la situation royaliste dans la ville était dans une totale confusion, le gouverneur Roque Abarca ayant pris sa retraite dans la ville de San Pedro Tesistán, laissant le pouvoir et le commandement aux mains du Conseil.

## Prise de la ville
Les forces royalistes ayant fui dans la direction de Tepic et San Blas afin de ne pas affronter les troupes de l'armée insurrectionnelle, le conseil municipal n'eut pas d'autre choix que de céder la région. Une fois acceptés les termes de la reddition de la place, les troupes insurgées entrèrent dans la ville le 11 novembre. L'après-midi du même jour, José Antonio Torres céda à Ignacio Allende qui était lieutenant général des armées américaines, la capture de Guadalajara, État de Colima et avait pris son fils aîné sans résistance.